# Harry Morgan (auteur)
Pour les articles homonymes, voir Harry Morgan et Morgan.
 (octobre 2018).
Si vous disposez d'ouvrages ou d'articles de référence ou si vous connaissez des sites web de qualité traitant du thème abordé ici, merci de compléter l'article en donnant les références utiles à sa vérifiabilité et en les liant à la section « Notes et références ».
Christian Wahl, connu sous le pseudonyme Harry Morgan, né en 1961, est un théoricien de la bande dessinée, romancier et auteur de bande dessinée français.

## Biographie
En 1984 il crée son fanzine, The Adamantine. À partir de 1986, il collabore à L'Humanité Alsace-Lorraine, hebdomadaire régional du Parti communiste français, auquel il donne des dessins de presse et des strips. Il publie par la suite épisodiquement des strips dans l'hebdomadaire Strips en 1996, l'anthologie Comix 2000, la revue L'Éprouvette, en 2006, ainsi que sur son site internet.
Il publie ses premiers articles sur la bande dessinée dans les Cahiers de la Bande Dessinée dirigés par Thierry Groensteen en 1987, année où il participe au colloque de Cerisy Bande dessinée, récit et modernité organisé par le même Thierry Groensteen. Il publie de nombreux articles dans les revues Mangazone, Scarce, 9e Art (dont il est membre du comité de rédaction), etc., et participe à de nombreux ouvrages collectifs dirigés par Groensteen parmi lesquels Animaux en cases : une histoire critique de la bande dessinée animalière (1987), Little Nemo au pays de Winsor McCay (1990), L’Univers des mangas : une introduction à la bande dessinée japonaise (1991 et 1996), Maîtres de la bande dessinée européenne (2000), Les Musées imaginaires de la bande dessinée (2004).
En 1997, il publie Le Petit Critique illustré aux éditions PLG, coécrit avec Manuel Hirtz. Il s'agit d'un guide des ouvrages de langue française consacrés à la bande dessinée. Une édition revue et augmentée, assortie d'un chapitre sur la littérature anglophone, paraît chez PLG dans la collection « Mémoire Vive » en 2005. En 2003, il publie sa première somme théorique sur la bande dessinée, Principes des littératures dessinées, aux Éditions de l'An 2. Il soutient en 2008 une thèse en histoire et sémiologie du texte et de l'image, dirigée par Annie Renonciat, dont le titre est « Formes et mythopoeia dans les littératures dessinées ». En 2009, il écrit en collaboration avec Manuel Hirtz la monographie Les Apocalypses de Jack Kirby (Les moutons électriques, coll. Bibliothèque des miroirs).
Il publie un roman fantastique, La Reine du Ciel, en 1997, ainsi que plusieurs nouvelles (« Le Ténébrion » dans l'anthologie Magie verte, Éditions de l'oxymore, 2003 ; « Le Premier Transversal » dans Conscience historique, Yellow Submarine (revue) no 132, 2004 ; « Le professeur et le médium » dans Fiction (magazine), tome 8, 2008). Il est par ailleurs professeur de management et gestion des unités commerciales.

## Ouvrages
- Avec Manuel Hirtz, Le Petit Critique illustré : guide des ouvrages de langue française consacrés à la bande dessinée, PLG, coll. « Mémoire Vive », 1997, 196 p. (ISBN 9782950562838)[1],[2].
  - Édition corrigée et augmentée, PLG, coll. « Mémoire vive », juin 2005, 284 p.,  (ISBN 978-2-9515578-8-8)
- Principes des littératures dessinées, L'An 2, novembre 2003, 399 p. (ISBN 2-84856-014-2)
- Avec Thierry Thierry Groensteen, L'Art d'Alain Saint-Ogan, Actes Sud - L'An 2, novembre 2007, 112 p. (ISBN 978-2-7427-7106-6)
- Formes et mythopoeia dans les littératures dessinées (Thèse de doctorat en Histoire et sémiologie du texte et de l'image), Université Paris 7, 2008
- Avec Manuel Hirtz, Les Apocalypses de Jack Kirby, Les Moutons électriques, août 2009 (ISBN 978-2-915793-83-3)